# الكويت في الألعاب الأولمبية الصيفية 1984
شاركت دولة الكويت في دورة الألعاب الأولمبية الصيفية عام 1984 في مدينة لوس أنجلوس في الولايات المتحدة الأمريكية. ومثّل الكويت في هذه الدورة 23 رياضيًا من الرجال فقط. وشاركوا في 17 حدثاً رياضياً ضمن 5 رياضات مختلفة.

## رياضة الغوص
مثّل الرياضيين عبدالله أبو قريص وماجد الطاقي دولة الكويت في دورة الألعاب الأولمبية الصيفية عام 1984 في منافسات القفز من منصة بارتفاع 3 متر للرجال. وحقق عبدالله أبو قريص مجموع نقاط 312.24 في الدور التمهيدي، ليحتل المركز ال29، ولم يتمكن من التأهل إلى المرحلة التالية. وفيما يتعلق بماجد الطاقي، حقق مجموع نقاط 299.16 في الدور التمهيدي، ليحتل المركز ال30، ولم يتمكن من التأهل إلى المرحلة التي تليها.

## المبارزة
في عام 1984، شارك في دورة الألعاب الأولمبية الصيفية عام 1984 تسعة مبارزين من الكويت، جميعهم من الرجال.
- خالد العوضي.
- أحمد الأحمد.
- كفاح المطوع.

##### فريق الرجال للمبارزة
- أحمد الأحمد، خالد العوضي، كفاح المطوع، محمد غلوم.

##### المبارزة للرجال
- محمد الثواني.
- كاظم حسن.
- أسامة الخرافي.

##### فريق المبارزة بالسيف للرجال
- أسامة الخرافي، عبد الناصر الصايغ، علي حسن، كاظم حسن، محمد الثواني.

## السباحة
شارك عدد من السباحين الكويتيين في دورة الألعاب الأولمبية الصيفية عام 1984، ممثلين الكويت في مجموعة من المسابقات الرياضية الخاصة بالسباحة.

##### سباق السباحة الحرة- 100 متر للرجال
خالد العساف: أنهى السبّاح السباق بتوقيت 56.91 ثانية، مما جعله في المركز ال59، وبالتالي لم يتأهل إلى الأدوار المتقدمة.

##### سباق سباحة الصدر - 100 متر للرجال
- أحمد الهدهد: أنهى السباق بتوقيت 1:13.01 ثانية، مما جعله في المركز ال47، وبالتالي لم يتأهل.
- إسحاق عتيش وايل: أنهى السبّاح السباق بتوقيت 1:16.51 ثانية، مما جعله في المركز ال49، وبالتالي لم يتأهل.

##### سباق سباحة الصدر- 200 متر للرجال
- أحمد الهدهد: أنهى السباق بتوقيت 2:37.63 ثانية، مما جعله في المركز ال41، ولم يتمكن من التأهل إلى الأدوار المتقدمة.

##### سباق السباحة بأسلوب الفراشة- 100 متر للرجال
- فيصل مرزوق: أنهى السباق بتوقيت 1:02.00 ثانية، مما جعله في المركز ال43، ولم يتأهل.
- عادل الغيث: أنهى السباق بتوقيت 01:04.62 ثانية، مما جعله في المركز ال47، ولم يتأهل.

## روابط خارجية
- التقارير الاولمبية الرسمية